# Poço das Trincheiras
Poço das Trincheiras este un oraș în statul Alagoas (AL) din Brazilia.
Localitatea se află la o altitudine de 292 m, are o suprafață de 304,1 km², o populație de 14.308 locuitori (iulie 2005 [nefuncțională]
), cu o densitate a populației de 32,25 loc./km²
 Arhivat în 14 februarie 2007, la Wayback Machine.. Este una din localitățile cele mai sărace din Brazilia.  Arhivat în 27 septembrie 2007, la Wayback Machine.